# Tuz Gölü
Het Tuz Gölü (Turks voor "zoutmeer") is een zoutmeer en het op een na grootste meer van Turkije. De aangrenzende provincies zijn Ankara, Konya en Aksaray. Het meer is de grootste tijd van het jaar niet dieper dan een tot twee meter. Het Tuz Gölü heeft een lengte van 80 km en een breedte van 50 km en bevindt zich 905 meter boven de zeespiegel. De totale oppervlakte bedraagt 1.500 km².
Het meer, gelegen in een tektonische depressie van de  Anatolische hoogvlakte, wordt voornamelijk gevoed door twee belangrijke rivieren en grondwater. Het water is extreem zout. De saliniteit (het zoutgehalte) is maximaal 32,9%. Op plaatsen waar het water gedurende de zomer is verdampt, blijft een zoutlaag van 30 cm achter. Zoutwinning is een belangrijke industriële activiteit in de regio. De Turkse binnenlandse vraag naar zout wordt voor 70% gedekt door winning aan het meer.
In 2001 werd het Tuz Gölü inclusief enkele belangrijke steppelandschappen rond het meer uitgeroepen tot beschermde bijzondere regio.

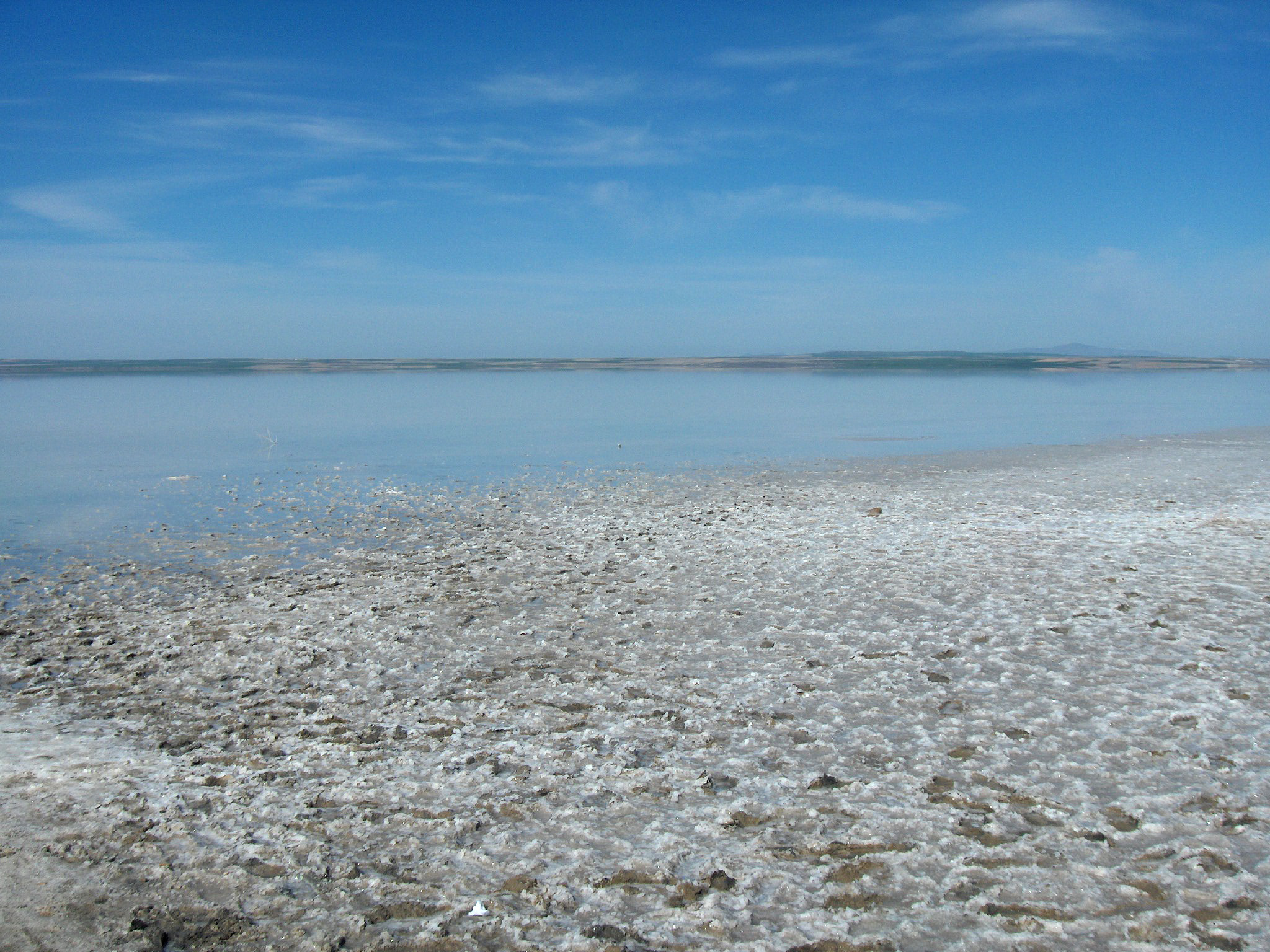
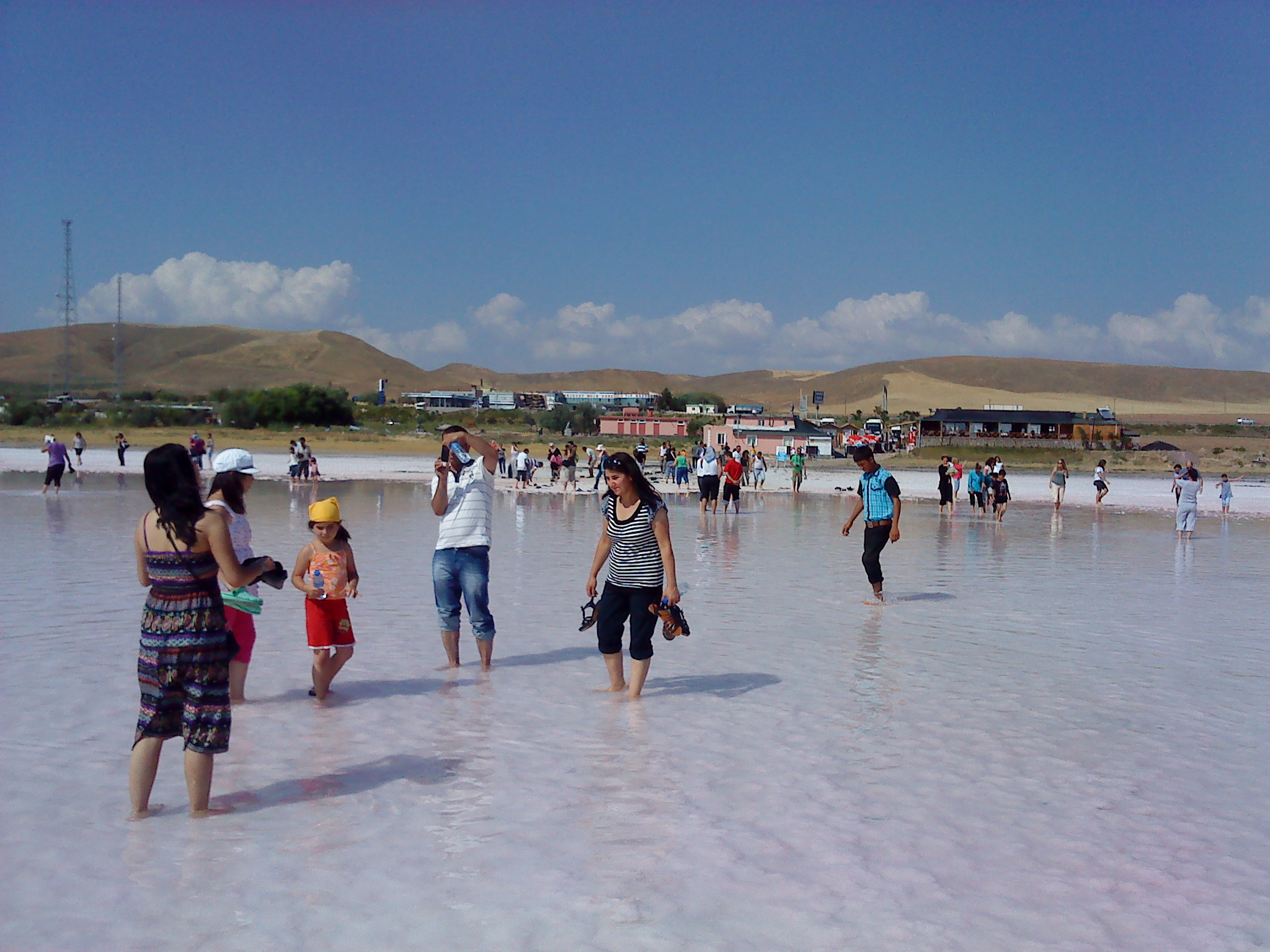